# Autohtoni narodi Kanade
Autohtoni narodi Kanade (poznati i kao Aboridžini, engl. Aboriginals) domorodački su narodi na području suvremene Kanade. Čine ih Prvi narodi, Inuiti i Métisi, koji tvore oko 5 % ukupnoga stanovništva Kanade. Službeno je prepoznato preko 600 uprava ili bandi Prvih naroda, s distinktnim kulturama, jezicima, umjetnošću i glazbom.
Old Crow Flats i Bluefish Caves neki su od najstarijih lokaliteta ljudskih staništa u Kanadi. Autohtone kulture u Kanadi prije europske kolonizacije poznavale su trajna naselja, poljoprivredu, stambenu i ceremonijalnu arhitekturu, složene društvene hijerarhije i trgovačke mreže. Métisi, narodi miješanog podrijetla, potekli su iz brakova sklopljenih između Prvih naroda ili Inuita i Europljana, uglavnom francuskim doseljenicima. Prvi narodi i Métisi imali su ključnu ulogu u razvoju europskih kolonija u Kanadi, osobito pomažući Europljanima u Sjevernoameričkoj trgovini krznom.
Razni »Aboridžinski zakoni«, ugovori i zakoni reguliraju odnose Europljana doseljenika i autohtonih naroda u Kanadi. Utjecaj doseljeničkog kolonijalizma vidljiv je u kanadskoj kulturi, povijesti, politici, zakonu i zakonodavstvu. Doveo je, među ostalim, do uništenja autohtonih jezika, tradicija i vjera te degradacije autohtonih zajednica koja se opisuje kao genocid.
Autohtoni narodi danas imaju pravo na samoupravu te upravljanje povijesnim, kulturnim, političkim, zdravstvenim i ekonomskim odličjima njihovih zajednica. Nacionalni dan autohtonih naroda (National Indigenous Peoples Day) obilježava raznolike kulture i utjecaje autohtonih naroda na povijest Kanade. Prvi narodi, Inuiti i Métisi raznolikih porijekla postali su značajne ličnosti i služili kao primjeri autohtonim zajednicama, pomažući oblikovati kanadski kulturni identitet.

## Narodi
Sljedeći narodi zabilježeni su u Kanadi u popisu stanovništva iz 2021. godine.
| Jedno- ili dvostruko autohtono porijeklo u odgovorima (4A)4 | Jezična skupina                       | Broj odgovora                  | Broj odgovora | Provincija/teritorij                                                                              |
| Jedno- ili dvostruko autohtono porijeklo u odgovorima (4A)4 | Jezična skupina                       | Ukupno (jedno- ili višestruko) | Jednostruko   | Provincija/teritorij                                                                              |
| ----------------------------------------------------------- | ------------------------------------- | ------------------------------ | ------------- | ------------------------------------------------------------------------------------------------- |
| Ukupno sjevernoameričkog autohtonog porijekla               |                                       | 2 204 475                      | 2 082 515     |                                                                                                   |
| Nespecificirano sjeveroameričko autohtono porijeklo         |                                       | 194 840                        | 193 105       |                                                                                                   |
| Prvi narodi (Sjevernoamerički Indijanci)                    |                                       | 1 426 950                      | 1 307 280     |                                                                                                   |
| Nespecificirani Prvi narodi (Sjevernoamerički Indijanci)    |                                       | 632 340                        | 613 125       |                                                                                                   |
| Abenaki                                                     | Algonkinski – Istočni algonkinski     | 18 420                         | 16 310        | Québec 89 %                                                                                       |
| Anishinaabe narodi                                          | Algonkinski – Ojibwe-Potawatomi       | 189 710                        | 152 640       | Ontario 46,8 %, Manitoba 19,7 %, Québec 17,4 %                                                    |
| Apaši                                                       | Atapaski – Južni atapaski             | 1265                           | 995           |                                                                                                   |
| Atikamekw                                                   | Algonkinski – Cree-Montagnais-Naskapi | 8400                           | 7630          | Québec 98,4 %                                                                                     |
| Blackfoot narodi                                            | Algonkinski – Siksika                 | 23 200                         | 18 540        | Alberta 65,6 %, Ontario 15,5 %                                                                    |
| Cherokee                                                    | Irokeški – Cherokee                   | 10 825                         | 9120          |                                                                                                   |
| Cheyenne                                                    | Algonkinski – Cheyenne                | 565                            | 360           |                                                                                                   |
| Choctaw                                                     | Muskogean                             | 685                            | 485           |                                                                                                   |
| Cree narodi                                                 | Algonkinski – Cree-Montagnais-Naskapi | 250 330                        | 198 655       | Alberta 28 %, Saskatchewan 24,4 %, Manitoba 17,3 %                                                |
| Delaware (Lenni Lenape)                                     | Algonkinski – Istočni algonkinski     | 1180                           | 810           | Ontario 84,3 %                                                                                    |
| Dene narodi                                                 | Atapaski – Sjeverni atapaski          | 47 565                         | 33 960        | Britanska Kolumbija 29,2 %, Sjeverozapadni teritoriji 20,4 %, Saskatchewan 18,5 %, Alberta 17,9 % |
| Gitksan                                                     | Chimmesyan                            | 5075                           | 3515          | Britanska Kolumbija 95,2 %                                                                        |
| Haida                                                       | Haida                                 | 4725                           | 3680          | Britanska Kolumbija 86,1 %                                                                        |
| Haisla                                                      | Wakashan – Sjeverni                   | 1495                           | 890           | Britanska Kolumbija 90,6 %                                                                        |
| Heiltsuk                                                    | Wakashan – Sjeverni                   | 1620                           | 1065          | Britanska Kolumbija 97,8 %                                                                        |
| Huron (Wendat)                                              | Irokeški – Sjeverni                   | 15 915                         | 12 460        | Québec 80,1 %                                                                                     |
| Innu narodi                                                 | Algonkinski – Cree-Montagnais-Naskapi | 28 960                         | 25 155        | Québec 84,8 %                                                                                     |
| Iroquoian (Haudenosaunee) narodi                            | Irokeški – Sjeverni                   | 55 200                         | 45 495        | Ontorio 53,5 %, Québec 28,3 %                                                                     |
| Ktunaxa (Kutenai)                                           | Kutenai                               | 810                            | 565           | Britanska Kolumbija 82,1 %                                                                        |
| Kwakiutl narodi                                             | Wakashan – Sjeverni                   | 2720                           | 1930          | Britanska Kolumbija 88,8 %                                                                        |
| Maliseet                                                    | Algonkinski – Istočni algonkinski     | 7220                           | 6180          | Québec 42,5 %, Novi Brunswick 41,3 %                                                              |
| Micmac narodi                                               | Algonkinski – Istočni algonkinski     | 122 350                        | 111 890       | Newfoundland i Labrador 21,3 %, Ontario 18,8 %, Nova Škotska 18,1 %, Québec 16,6 %                |
| Navajo                                                      | Atapaski – Južni atapaski             | 755                            | 440           |                                                                                                   |
| Niska                                                       | Chimmesyan                            | 5000                           | 3360          | Britanska Kolumbija 95,6 %                                                                        |
| Nootka narodi                                               | Wakashan – Južni                      | 2900                           | 2225          | Britanska Kolumbija 93,8 %                                                                        |
| Nuxalk                                                      | Sališki – Nuxalk                      | 1055                           | 615           | Britanska Kolumbija 98,6 %                                                                        |
| Passamaquoddy                                               | Algonkinski – Istočni algonkinski     | 560                            | 435           | Novi Brunswick 66,1 %                                                                             |
| Sališki narodi                                              | Sališki                               | 25 685                         | 20 260        | Britanska Kolumbija 87,0 %                                                                        |
| nespecificirani Sališi                                      | Sališki                               | 2225                           | 1510          |                                                                                                   |
| Coast Salish narodi                                         | Sališki                               | 13 040                         | 10 290        |                                                                                                   |
| Interior Salish narodi                                      | Sališki                               | 11 310                         | 8465          |                                                                                                   |
| Siuski narodi                                               | Siuski                                | 16 570                         | 8820          | Saskatchewan 31,9 %, Manitoba 25,4 %, Alberta 21,8 %                                              |
| Tsimshian                                                   | Tsimshianski                          | 4945                           | 3110          | Britanska Kolumbija 94,2 %                                                                        |
| Wikeno                                                      | Wakashan – Sjeverni                   | 195                            | 70            | Britanska Kolumbija 86,7 %                                                                        |
| Ostali Prvi narodi (Sjevernoamerički Indijanci), 35 skupina |                                       | 3605                           | 2480          |                                                                                                   |
| Inuitski narodi                                             |                                       | 82 010                         | 73 995        | Nunavut 37,6 %, Québec 22,0 %, Newfoundland i Labrador 12,5 %                                     |
| Métisi                                                      |                                       | 560 335                        | 508 135       |                                                                                                   |
| Neautohtono porijeklo                                       |                                       | 35 343 280                     | 1 155 115     |                                                                                                   |

## Vanjske poveznice
- Indigenous and Northern Affairs Canada Portal – Kanadska Vlada
- Aboriginal Peoples and Communities  Arhivirana inačica izvorne stranice od 25. kolovoza 2011. (Wayback Machine) – Indigenous and Northern Affairs Canada
- Aboriginal Heritage Resources and Services – Library and Archives Canada
- Aboriginal Virtual Exhibits – Virtual Museum of Canada
- Battle for Aboriginal Treaty Rights – Canadian Broadcasting Corporation (digitalni arhiv)
- First Peoples of Canada – The Canadian Museum of Civilization
- Aboriginals: Treaties and Relations. Canada in the Making. Canadiana.org. Inačica izvorne stranice arhivirana 3. lipnja 2004.
- Karta povijesnih ugovora o teritorijima – Natural Resources Canada